# Giovanni Passerini
Cet article concerne le botaniste et entomologiste. Pour le chef cuisinier, voir Giovanni Passerini (chef cuisinier).
Giovanni Passerini est un botaniste et un entomologiste italien, né le 16 juin 1816 ou 1819 à Pieve di Guastalla et mort le 17 avril 1893 à Parme.

## Biographie
Il fut professeur de botanique à l’université de Parme. Il est l’auteur de très importants travaux sur les aphides. Sa collection, riche de 5 500 spécimens correspondant à 52 genres et 89 espèces, est actuellement conservée par le Muséum de l’université de Parme.
En 1875, il est le premier président de la section de Parme du club alpin italien.

## Liste partielle des publications
- Gli insetti autori delle galle del Terebinto e del Lentisco insieme ad alcune specie congeneri. Giornale Giardini Orticolt. 3: 258-265 (1856).
- Gli afidi con un prospetto dei generi ed alcune specie nuove Italiane. Parma : Tipografia Carmignani 40 pp. (1860).
- Aphididae Italicae hucusque observatae. Arch. Zool. Anat. Fisiol. 2: 129-212 (1863).